# Vintage Books
Pour les articles homonymes, voir Vintage (homonymie) et Books.
Vintage Books est un label de livre de poche fondé en 1954 par la maison d'édition Alfred A. Knopf afin de rendre accessible au plus grand nombre les ouvrages de ses auteurs les plus célèbres.
À la suite des rachats de Knopf par Random House (1960), puis de Random House par Bertelsmann (1998), il appartient aujourd'hui à ce groupe allemand.